# Tilia gracilis
Tilia gracilis är en malvaväxtart som beskrevs av Ho Tseng Chang. Tilia gracilis ingår i släktet lindar, och familjen malvaväxter. Inga underarter finns listade i Catalogue of Life.